# Breilly
Breilly település Franciaországban, Somme megyében. Lakosainak száma 724 fő (2022. január 1.). Breilly La Chaussée-Tirancourt, Ailly-sur-Somme és Picquigny községekkel határos.

## Népesség
A település népességének változása:
| Lakosok száma | 465  | 547  | 620  | 685  | 715  | 746  | 758  | 741  | 724  |
|               | 2013 | 2015 | 2016 | 2017 | 2018 | 2019 | 2020 | 2021 | 2022 |